# Onze Lieve Vrouwe van Leeuwarden
Onze Lieve Vrouwe van Leeuwarden is het genadebeeld van Maria dat wordt vereerd in de Sint-Dominicuskerk te Leeuwarden.
Het beeld stond sinds 1506 in de Sint-Vituskerk bij de Oldehove. In 1510 werd begonnen met een jaarlijkse processie van het beeld door de straten van Leeuwarden. In het jaar ervoor was er een grote watersnood geweest in Friesland en op 12 mei 1510 een geweldige brand in de Grote en Kleine Kerkstraat. Met de ommegang wilden de Leeuwarders de bijzondere voorspraak van Maria afsmeken. Het beeld kreeg al gauw de faam miraculeus te zijn.
De jaarlijkse ommegang heeft tot 1580, het jaar waarin de rooms-katholieke religie in Friesland werd verboden, een belangrijke rol gespeeld in het kerkelijk leven in Leeuwarden. Het beeld werd verborgen, waardoor het de beeldenstorm overleefde en niet op de brandstapel belandde. Later werd het geplaatst in een schuilkerk van de Dominicanen waar het druk vereerd werd.
In de huidige Sint-Dominicuskerk is er een speciale Mariakapel voor het beeld. Het raam van die kapel is geschonken uit dankbaarheid door oorlogsvluchtelingen uit Tiel en Roermond die naar Leeuwarden waren geëvacueerd.
De laatste jaren kent de mariadevotie in Leeuwarden weer een opleving. Als gevolg daarvan werd het beeld op 3 oktober 2010 voor het eerst sinds de reformatie weer in plechtige processie door de stad gedragen.